# Едді (округ, Нью-Мексико)
Шаблон:StateAbbr_ 32°28′ пн. ш. 104°18′ зх. д. / 32.47° пн. ш. 104.3° зх. д.
Округ  Едді (англ. Eddy County) — округ (графство) у штаті  Нью-Мексико, США. Ідентифікатор округу 35015.

## Історія
Округ утворений 1891 року.

## Демографія
За даними перепису 
2000 року 
загальне населення округу становило 51658 осіб, зокрема міського населення було 38836, а сільського — 12822.
Серед мешканців округу чоловіків було 25291, а жінок — 26367. В окрузі було 19379 домогосподарств, 14060 родин, які мешкали в 22249 будинках.
Середній розмір родини становив 3,12.
Віковий розподіл населення поданий у таблиці:
| Стать    | До 15 років | 15-21 | 22-29 | 30-39 | 40-49 | 50-65 | 65-85 | Понад 85 |
| -------- | ----------- | ----- | ----- | ----- | ----- | ----- | ----- | -------- |
| Чоловіки | 6181        | 2855  | 2026  | 3142  | 3988  | 3816  | 2942  | 341      |
| Жінки    | 5979        | 2655  | 2227  | 3390  | 3878  | 3932  | 3691  | 615      |

## Суміжні округи
- Чавес — північ
- Леа — схід
- Лавінг, Техас — південний схід
- Ривс, Техас — південь
- Калберсон, Техас — південь
- Отеро — захід

## Виноски
1. ↑  U.S. Decennial Census. United States Census Bureau. Архів оригіналу за 26 квітня 2015. Процитовано 1 січня 2015.
2. ↑  Historical Census Browser. University of Virginia Library. Архів оригіналу за 11 серпня 2012. Процитовано 1 січня 2015.
3. ↑  Population of Counties by Decennial Census: 1900 to 1990. United States Census Bureau. Архів оригіналу за 16 квітня 2015. Процитовано 1 січня 2015.
4. ↑  Census 2000 PHC-T-4. Ranking Tables for Counties: 1990 and 2000 (PDF). United States Census Bureau. Архів оригіналу (PDF) за 18 грудня 2014. Процитовано 1 січня 2015.
5. ↑  State & Bounty QuickFacts. United States Census Bureau. Архів оригіналу за 6 червня 2011. Процитовано 29 вересня 2013.(англ.) Наведено за англійською вікіпедією.
6. ↑  American FactFinder. Бюро перепису населення США. Архів оригіналу за 21 травня 2008. Процитовано 31 січня 2008.

| США | Це незавершена стаття з географії США. Ви можете допомогти проєкту, виправивши або дописавши її. |